# محمد جوکی
محمد جوکی میرزا (۱۴۰۲ – ۱۴۴۵ میلادی) شاهزادهٔ تیموری و پسر شاهرخ حاکم آسیای مرکزی بود. او به‌عنوان یکی از فرماندهان نظامی پدرش خدمت می‌کرد و ممکن است به‌عنوان جانشین مورد علاقهٔ او مورد توجه قرار گرفته باشد. با این‌حال، وی در سال ۱۴۴۵ بر اثر بیماری و دو سال پیش از شاهرخ، درگذشت.

## زندگی
محمد جوکی که در ۲۷ آوریل ۱۴۰۲ متولد شد، کوچک‌ترین پسر از سه پسر شاهرخ از همسر خود، ملکه گوهرشاد بیگم بود.
او کار نظامی خود را با نخستین لشکرکشی پدرش علیه قره‌قویونلوها در آذربایجان در سال‌های ۱۴۲۰–۱۴۲۱ آغاز کرد که طی آن، فرماندهی سپاه را بر عهده داشت. در سال‌های بعد، او نقش مهمی در لشکرکشی‌های بزرگ شاهرخ داشت و به‌نظر می‌رسد که در دربار، حضوری مستمر داشته‌است. به نظر می‌رسد که او اغلب به مأموریت‌های ویژه‌ای که نیاز به دقت و ظرافت داشتند، مانند برخورد با حاکمان محلی و مرزنشینان، اعزام می‌شد. در سال‌های ۱۴۲۵–۲۶، باراک خان، حاکم گروه ترکان طلایی ادعایی را مطرح کرد و شروع به حمله به منطقهٔ سیغناق کرد. هرچند شاهرخ انجام یک لشکرکشی تلافی‌جویانه را ممنوع کرد، در سال ۱۴۲۷، محمد جوکی و الغ‌بیگ هر دو بدون توجه به فرمان پدر، لشکرکشی تلافی‌جویانه‌ای کردند. این امر منجر به شکست سنگین آن‌ها و بازگشت بی‌نظم آن‌ها به سمرقند شد.
در حالی‌که برادران محمد جوکی در سنین جوانی به‌عنوان فرماندار ایالت‌ها منصوب می‌شدند، او تنها در فاصلهٔ سال‌های ۱۴۲۹–۱۴۳۰ به فرماندهی در منطقهٔ خطلان منصوب شد. پس از مرگ بایسنقر پسر شاهرخ، به‌نظر می‌رسد که محمد جوکی مورد علاقهٔ پدرش قرار گرفت و همچنین وارث مورد نظر او شد، اما مادرش با نامزدی او مخالف بود و علاالدوله پسر بایسنقر را به وی ترجیح داد. گوهرشاد محمد جوکی را از مناصب قدرت کنار گذاشت و از نفوذ او در دیوان خودداری کرد. این امتیازها به علاءالدوله و همچنین برادرزادهٔ دیگرش عبداللطیف اعطا شده بود. علاوه بر این، گوهرشاد فرزندان خود را در دربار سلطنتی، مورد احترام قرار نمی‌داد اما پسران برادران بزرگ‌تر خود را مورد احترام قرار داد.
هنگامی‌که شاهرخ در سال ۱۴۴۴ به‌طور خطرناکی بیمار شد، محمد جوکی که در آن زمان والی بلخ بود، بلافاصله به پایتخت، هرات نقل مکان کرد تا در مبارزات احتمالی جانشینی شاهرخ، ایفای نقش کند. با این‌حال، گوهرشاد قبلاً از حمایت جلال‌الدین فیروزشاه، رئیس قوای نظامی، برای به قدرت رسیدن علاالدوله برخوردار شده بود. اما سرانجام، شاهرخ به‌طور غیرمنتظره‌ای از بیماری خود بهبود یافت.
محمد جوکی که از یک بیماری طولانی‌مدت رنج می‌برد، پیش از پدر خود شاهرخ، در سال ۱۴۴۵ در سرخس درگذشت. فرمانداری وی در خطلان و بلخ به‌ترتیب به پسرانش ابوبکر و محمد قاسم رسید.

## خانواده

### همسران و صیغه‌ها
- مهرنگار خانم: دختر شمس جهان خان خانات جغتای
- بخت دولت
- بلغان مغول
- خانم: دختر ادیگو، خان اردوی نوقای[۱۶]
- تاج‌الاسلام‌خان: دختر قره عثمان، حاکم آق‌قویونلوها

### فرزندان
از مهرنگار خانم
- سویورقاتمیش
- توکال خانم

از بخت دولت
- محمد قاسم (متولد ۱۴۲۲)
- ابوبکر (۱۴۲۷–۱۴۴۸؟)
- سعادت سلطان

از بلغان مغول
- علی (۱۴۲۳–۱۴۲۴)
- قوطلوق سلطان
- زبیده سلطان[۱۷]